# Bridgit Mendler
Bridgit Claire Mendler (Washington DC, 18 de desembre de 1992) és una actriu, cantant i compositora estatunidenca.

## Trajectòria

### Actriu
El 2004 va iniciar la seva carrera a la pel·lícula d'animació índia The Legend of Buddha, protagonitzant posteriorment les pel·lícules Alice Upside Down (2007), The Clique (2008), Alvin i els esquirols 2 (2009) i Labor Pains (2009) encara com adolescent. El 2009, Mendler va signar amb Disney Channel i va interpretar a Juliet van Heusen a Wizards of Waverly Place. Després de l'acollida favorable del seu personatge, va aconseguir el paper de Teddy Duncan a la sèrie Good Luck Charlie, que es va emetre des d'abril de 2010 fins a febrer de 2014. Mendler també va protagonitzar la pel·lícula Lemonade Mouth el 2011. Posteriorment, Mendler va interpretar a Candace a la comèdia de situació de la cadena NBC Undateable (2015-2016) i a Ashley Willerman a la sèrie de televisió musical Nashville (2017).
Pel que fa a la seva carrera interpretativa, Mendler ha citat la influència de Jamie Foxx, Natalie Portman i Rachel McAdams. Sobre McAdams va dir que «interpreta diversos papers, té molt de carisma i no intenta viure la seva vida a la vista del públic». També admira la dedicació de Christian Bale: «No podria viure la meva vida tan compromesa amb l'ofici com ho fa ell, amb transformacions corporals extremes i admirables». Mendler també va mencionar a Lindsay Lohan com una gran actriu.

### Cantant
Mendler va aparèixer en dos senzills de la banda sonora de Lemonade Mouth, ambdós classificats al Billboard Hot 100 dels Estats Units d'Amèrica (EUA). El 2012, Mendler va publicar el seu primer àlbum d'estudi, Hello My Name Is...., arribant al número 30 de la llista Billboard 200 amb més de 200.000 còpies venudes. El senzill principal, «Ready or Not» (2012), fou certificat com a disc d'Or i Platí a diversos països. El single següent, «Hurricane» (2013), no va assolir el mateix èxit tot i la seva popularitat. La seva carrera musical va virar en desvincular-se de Hollywood Records, publicant música aleshores de manera independent des de 2016.
Mendler ha citat a Bob Dylan com la seva major influència musical. En una entrevista amb Disney Channel Netherlands, va revelar que la seva cançó preferida era «Don't Think Twice, It's All Right», de l'àlbum de 1963 The Freewheelin' Bob Dylan. A Huffington Post va afirmar: «Va ser el primer músic al qual vaig prestar atenció pel que fa a la composició de les cançons. Té una manera d'escriure que és realment lúdica amb les lletres, però alhora diu quelcom que la gent considera important i amb la que es relaciona. Va parlar per tota una generació». També a va citar a Etta James, Elvis Presley, BB King, Lily Allen, Ella Fitzgerald i Billie Holiday: «M'encanta que tinguin ànima a les seves veus. Crec que això és important». Altres influències musicals inclouen Elvis Costello, The Delfonics, Red Hot Chili Peppers i Van Morrison.

## Pla personal
El 2012, Mendler va ser triada com a model de l'any per Common Sense Media, una organització sense ànim de lucre que honra les ments innovadores del món de l'espectacle, les polítiques públiques i la tecnologia, i premia principalment a persones professores, científiques i filantropes. Va ser premiada per la seva tasca solidària en accions contra l'assetjament escolar, tot millorant la vida de les famílies proporcionant un model de confiança i creant un impacte positiu al món. Mendler va ser la segona artista més jove en guanyar el premi, després de Miranda Cosgrove.
Mendler és llicenciada en Antropologia per la Universitat del Sud de Califòrnia. En una entrevista a USA Today, Mendler va afirmar: «El meu pla ara és estudiar alguna cosa interessant i factible des de la carretera. Vull saber alguna cosa més del que faig». El 2013, va estudiar Art medieval i antropologia mèdica. Mendler va dir que «crec que és genial que, malgrat la meua trajectòria professional, pugui decidir quan vull prendre i poder tenir temps lliure per a fer certes coses». Mendler té plans de doctorat inspirats per la seva mare, doctora en Ciències Polítiques.
El maig de 2017, Mendler va ser anunciada com una de les becàries del MIT Media Lab. El maig de 2018, va anunciar a Twitter que iniciava un programa de postgrau al Massachusetts Institute of Technology enfocat a millorar les xarxes socials: «Com a artista, durant anys vaig lluitar amb les xarxes socials perquè sentia que hi havia una manera més afectuosa i humana de connectar-me amb el públic». El gener del 2019, Mendler va anunciar que estava matriculada en una classe a la Harvard Law School.
Mendler s'ha significat a favor de diverses causes humanitàries. Des del 2010 fins al 2012, va actuar com a ambaixadora de First Book, una campanya per animar a llegir i lliurar llibres a infants que els necessitessin, i amb la campanya «Give With Target», amb l'empresa Target Corporation, per a recaptar fons per reformar escoles dels EUA.

## Filmografia

### Cinema
| Any  | Títol                           | Personatge      | Notes                  |
| ---- | ------------------------------- | --------------- | ---------------------- |
| 2004 | The Legend of Buddha            | Lucy            | Veu                    |
| 2007 | Alice Upside Down               | Pamela Jones    |                        |
| 2008 | The Clique                      | Kristen Gregory |                        |
| 2009 | Alvin i els esquirols 2         | Becca Kingston  |                        |
| 2009 | Labor Pains                     | Emma Clayhill   |                        |
| 2011 | Beverly Hills Chihuahua 2       | Appoline        | Veu                    |
| 2012 | Arrietty i el món dels remenuts | Arrietty        | Veu (versió en anglès) |
| 2014 | Muppets Most Wanted             | Minnie          | Extended version scene |
| 2014 | Lennon or McCartney             | Ella mateixa    | Documental             |
| 2018 | Father of the Year              | Meredith        | [ 31 ]                 |

### Televisió
| Any       | Títol                              | Personatge            | Notes                                                        |
| --------- | ---------------------------------- | --------------------- | ------------------------------------------------------------ |
| 2006      | General Hospital                   | Lulu's dream daughter | Episodi de l'11 de setembre de 2006                          |
| 2009      | Jonas                              | Penny                 | Episode: "Wrong Song"                                        |
| 2009–2012 | Wizards of Waverly Place           | Juliet van Heusen     | Paper recurrent (temporades 2–4); 10 episodis                |
| 2010–2014 | Good Luck Charlie                  | Teddy Duncan          | Paper principal                                              |
| 2011      | Lemonade Mouth                     | Olivia White          | Telefilm                                                     |
| 2011      | Disney's Friends for Change Games  | Herself / Contestant  | 5 episodis                                                   |
| 2011      | So Random!                         | Ella mateixa          | Episodi: "Bridgit Mendler, Adam Hicks and Hayley Kiyoko"     |
| 2011      | PrankStars                         | Ella mateixa          | Episodi: "Secret Agent"                                      |
| 2011      | Extreme Makeover: Home Edition     | Ella mateixa          | Episodi: "The Walker Family"                                 |
| 2011      | Good Luck Charlie, It's Christmas! | Teddy Duncan          | Telefilm                                                     |
| 2012      | House, MD                          | Callie Rogers         | Episodi: "Runaways"                                          |
| 2012      | Austin Mahone Takeover             | Ella mateixa          | Episodi: "Jingle Ball with Sean Kingston & Enrique Iglesias" |
| 2013      | Violetta                           | Ella mateixa          | Episodi: "A Celebrity, a Song"                               |
| 2013      | We Day                             | Host                  |                                                              |
| 2013      | Jessie                             | Teddy Duncan          | Episodi: "Good Luck Jessie: NYC Christmas"                   |
| 2015–2016 | Undateable                         | Candace               | Paper principal (temporades 2–3)                             |
| 2017      | Nashville                          | Ashley Willerman      | Episodi: "Let's Put It Back Together Again"                  |
| 2019      | Merry Happy Whatever               | Emmy Quinn            | Paper principal                                              |

### Videojocs
- Bone: The Great Cow Race (2006), com a Thorn (veu)

## Discografia
Àlbums d'estudi
- Hello My Name Is... (2012)

EP
- Live in London (2013)
- Nemesis (2016)

## Gires de concerts
- Live in Concert (2012)
- Summer Tour (2013-2014)
- Nemesis Tour (2016-2017)